# Периница
Периница (Перница; рум. Perinița, Pernița) — румынский свадебный круговой народный танец. Танец характерен для региона Мунтения. Холостые парни и незамужние девушки исполняют его за день до свадьбы одной из своих подруг, и это обычно её последний танец c партнёром, в котором она будут участвовать.
Во время танца участники образуют круг. Один из участников выходит внутрь круга, держа в руках подушку (или платок). Затем он выбирает девушку, дотрагивается до неё подушкой или накидывает платок ей на шею и выводит в центр круга. Затем кладёт подушку на землю, на которую они становятся на колени и целуют друг друга в щёки. После этого девушка остаётся в кругу, и теперь она выбирает парня. Всё повторяется.
Название танца происходит от слова pernă, что на румынском языке означает «подушка» (от южнославянского «перина»).